# روبن كليمنتس
روبن كليمنتس هو سياسي كندي، ولد في 14 أغسطس 1783، وتوفي في 28 مارس 1868 في كندا. انتخب عضو مجلس نواب نوفا سكوتيا.